# Lost to Apathy
Lost to Apathy EP je švedskog sastava melodičnog death metala Dark Tranquillity. Objavljen je 15. studenoga 2004. godine, a objavila ga je diskografska kuća Century Media Records.

## O albumu
Album sadrži singl "Lost to Apathy" s albuma Character, pjesme "Derivation TNB" i remiksanu verziju pjesme "The Endless Feed" i uživo verziju "UnDo Control" snimljeno u Krakovu 7. listopada 2002. godine. Također sadrži spot za pjesmu "Lost to Apathy".

## Popis pjesama
| 1.    | »Lost to Apathy«                      | 4:37 |
| 2.    | »Derivation TNB«                      | 3:25 |
| 3.    | »The Endless Feed« (Chaos Seed remix) | 3:56 |
| 4.    | »Undo Control« (uživo)                | 5:26 |
| 5.    | »Lost to Apathy« (video)              |      |
| 17:24 |                                       |      |

## Zasluge
| Dark Tranquillity - Martin Henriksson – gitara - Niklas Sundin – gitara, grafički dizajn, dizajn - Michael Nicklasson – bas-gitara - Anders Jivarp – bubnjevi - Martin Brändström – elektronika, produkcija, remix - Mikael Stanne – vokal | Ostalo osoblje - Peter In de Betou – mastering - Diana van Tankeren – fotografije - Fredrik Nordström – miks |